# California Roll
«California Roll» — третий сингл американского исполнителя Snoop Dogg при участии Stevie Wonder и Pharrell Williams, который не указан в титрах исполнителя сингла. Сингл был выпущен 5 мая 2015 года. Это третий сингл с тринадцатого альбома Snoop Dogg: Bush, выпущенный через лейблы I Am Other и Columbia Records. Песня была спродюсирована Pharrell Williams, который также принимал участие в составе группы авторов песни.

## Музыкальное видео
Официальная аудиоверсия клипа для сингла была загружена на VEVO 5 мая 2015. Официальное видео было срежиссировано Warren Fu. Темой клипа стала путешествие во времени, где люди из 40-х годов попадают в современную Калифорнию.

## Список композиций
- Цифровая дистрибуция[5]

1. California Roll (при участии Stevie Wonder) — 4:12

## Чарты

### Еженедельные чарты
| Чарты (2015)                          | Пик позиция |
| ------------------------------------- | ----------- |
| Brazil (iTunes Chart)                 | 43          |
| Canada (iTunes Chart)                 | 95          |
| Франция (SNEP)                        | 140         |
| Netherlands (Dutch Single Tip)        | 27          |
| США (Billboard Hot R&B/Hip-Hop Songs) | 49          |
| US Hot R&B Songs (Billboard)          | 15          |
| US (iTunes Chart)                     | 71          |

## История выпуска
| Страна | Дата            | Формат               |
| ------ | --------------- | -------------------- |
| США    | 5 мая 2015 года | Цифровая дистрибуция |